# Sheqi
Sheqi (社旗县,  Shèqí Xiàn) ist ein Kreis der bezirksfreien Stadt Nanyang in der chinesischen Provinz Henan. Er hat eine Fläche von 1.152 Quadratkilometern und zählt 636.900 Einwohner (Stand: Ende 2018).
Die Sheqi-Shanshan-Versammlungshalle (Sheqi Shanshan huiguan 社旗山陕会馆) steht seit 1988 auf der Liste der Denkmäler der Volksrepublik China (3-78).